# Alpha Academy
L'Alpha Academy è  una stable di wrestling attiva in WWE dal 2020  composta da Otis, Akira Tozawa e Maxxine Dupri.
Come tag team Gable e Otis hanno detenuto una volta il WWE Raw Tag Team Championship.

## Carriera
Chad Gable e Otis iniziarono a comparire insieme nel dicembre 2020 in seguito allo scioglimento degli Heavy Machinery (formato da Otis e Tucker). Esordirono, perdendo, l'11 dicembre 2020 a SmackDown contro Cesaro e Shinsuke Nakamura.
Dopo una faida con gli RK-Bro, il 10 gennaio 2022, li batterono e conquistarono il WWE Raw Tag Team Championship. Dopo due mesi di regno, lo cedettero agli RK-Bro nell'episodio di Raw del 7 marzo in un triple threat tag team match che comprendeva anche il team formato da Seth Rollins e Kevin Owens.
Il 29 gennaio, alla Royal Rumble, Otis partecipò al match omonimo entrando col numero 25 ma venne eliminato dagli RK-Bro. Nella puntata di Raw del giorno dopo Otis venne sconfitto da Riddle, fallendo nell'opportunità di inserirsi nell'Elimination Chamber match del successivo evento. Nella puntata di Raw del 7 marzo l'Alpha Academy perse i titoli di coppia a favore degli RK-Bro in un Triple Threat Tag Team match che comprendeva anche Kevin Owens e Seth Rollins dopo 56 giorni di regno. Il 3 aprile, nella seconda serata di WrestleMania 38, l'Alpha Academy prese parte ad un Triple Threat Tag Team match per il Raw Tag Team Championship che comprendeva a che i campioni, gli RK-Bro, e gli Street Profits ma il match venne vinto dai primi. Il 3 settembre, nel kickoff di Clash at the Castle, l'Alpha Academy e Theory vennero sconfitti dagli Street Profits e Madcap Moss.
Il 1º aprile, a WrestleMania 39, l'Alpha Academy prese parte ad un fatal 4-way tag team match insieme a Braun Strowman e Ricochet, gli Street Profits e i Viking Raiders ma il match venne vinto dagli Street Profits.
Nell'aprile 2024 Chad Gable effettuò un turn heel dopo aver fallito varie volte la conquista del titolo Intercontinentale, adducendo come motivazione il fatto di aver sprecato troppo tempo ad allenare dei "perdenti", i suoi compagni nell'Alpha Academy, e dichiarando che da ora in poi l'obiettivo principale della stable sarebbe stato fargli vincere l'Intercontinental Championship. Dopo settimane di vessazioni da parte di Gable sugli altri membri del gruppo, Otis, Dupri e Akira Tozawa decisero di abbandonare Gable durante la puntata del 17 giugno di Raw, che in risposta lasciò l'Alpha Academy. Otis divenne quindi il nuovo leader della stable. Gable tentò varie volte di portare Otis dalla sua parte ma venne sempre respinto. Il 15 luglio a Raw, Otis, Dupri e Tozawa accettarono di aiutare Xavier Woods nel suo feud con The Final Testament. La settimana seguente, il team di Otis, Tozawa e Woods fu sconfitto da Karrion Kross del Final Testatement e The Authors of Pain (Akam & Rezar) in un six-man tag team match. Dopo il match, Gable, insieme ai suoi nuovi alleati Creed Brothers (Julius & Brutus), cercò nuovamente di convincere Otis, Tozawa e Dupri a riunirsi con lui. Otis rifiutò e fu quindi attaccato da  Gable e Creed Brothers.

## Mosse finali in coppia
- Pop-up spinebuster di Otis, seguita da una frog splash di Gable[3]

## Musica di ingresso
- For the Academy dei def rebel (2021–2022)[17]
- Shoooosh dei def rebel (2023–2024)[18]

## Titoli e riconoscimenti
- WWE Raw Tag Team Championship (1)[4]